# Bullet Records
Pour les articles homonymes, voir Bullet (homonymie).
Bullet Records est une label discographique indépendant américain, anciennement basé à Nashville, dans le Tennessee, actif entre 1946 et 1953. Bullet Records est réactivé en 2010 et se consacre à la musique country.

## Histoire
Bullet Records est fondé en mars 1946 à Nashville, dans le Tennessee. Bullet est le premier label discographique établi à Nashville et devient surtout célèbre parce que de nombreuses stars de la musique country avaient signé leur premier contrat d'enregistrement avec Bullet Records.
Le label est fondé par l'animateur radio Jim Bulleit, le banquier Orville Zickler et C. V. Hitchcock, propriétaire d'un disquaire. Bulleit construit la première usine de pressage de disques à Nashville, mais vend ses parts de la société dès 1948 et est remplacé au conseil d'administration par Overton Ganong, qui avait été auparavant directeur des ventes chez Capitol Records.
L'entreprise voulait couvrir le plus large spectre possible avec ses sorties de disques et publiait des singles pour le marché pop, rhythm and blues et country. Bullet était ainsi l'un des rares labels indépendants, avec National Records et Dot Records, à ne pas se spécialiser dans un marché partiel, mais à essayer, en tant que label indépendant, d'être actif sur le plus grand nombre possible de marchés.
Les trois premiers disques sortent début juin 1946. Bullet Records lance d'abord  trois séries : La série 600, appelée Hillbilly par Bullet, dans laquelle de la musique country est publiée ; la série 200, appelée Sepia, dans laquelle des enregistrements de rhythm and blues étaient publiés ; en outre, la série 100, appelée Sacred par la société, dans laquelle du gospel et de la musique religieuse était proposée. En été 1947, la série 1000 est lancée, dans laquelle de la musique pop et jazz est publiée. Peu de temps après le lancement de cette série, Bullet Records avait déjà enregistré un hit numéro un en 1947 avec Near You  de Francis Craig, qui se maintient 17 semaines en tête du hit-parade américain, devenant ainsi le disque le plus populaire de l'année 1947. Le deuxième single de Craig, Beg Your Pardon, se classe également parmi les dix premiers au début de l'année 1948. 
Bullet avait pris Craig sous contrat parce que Francis Craig and his Orchestra était le principal orchestre de danse de Nashville de la fin des années 1920 au début des années 1940. L'orchestre a joué lors de tous les grands événements de Nashville et a été pendant des années le groupe maison de l'hôtel Vanderbilt. Dans les années 1920, Craig avait sa propre émission de radio locale, qui était plus souvent diffusée à l'échelle nationale sur NBC - même si c'était généralement en fin de soirée. Au milieu des années 1940, Craig avait en principe déjà pris sa retraite et ne faisait plus de musique à plein temps lorsque Bullet lui fait enregistrer deux chansons composées par Craig dans le nouveau studio d'enregistrement de Nashville, le Castle Recording Studios, créé au début de 1947 : Red Rose, la mélodie emblématique de l'orchestre de Francis Craig des années 1930, sur la face A du single, et Near You, une chanson écrite par Craig en collaboration avec le parolier Kermit Goell, sur la face B. Sur les deux enregistrements, Bob Lamm assure la partie vocale.
Le deuxième domaine dans lequel Bullet Records était actif était le marché Race, comme on l'appelait officiellement à l'époque et qui est rebaptisé plus tard RnB, chez Bullet Records, la série de 200 sur laquelle apparaissaient les enregistrements de rhythm and blues était appelée Sepia Series. La série débute en juin 1946 avec le numéro de commande 250, le single Nashville Jumps / Loose as a Goose de Cecil Gant. Le deuxième et le troisième single (My Baby's Barrel House / Drinkin' by Myself) étaient déjà des enregistrements de Wynonie Harris. Le premier disque de B. B. King sort en 1949 sur le label Bullet : Miss Martha King. En 1948, Bullet Records réussit à se classer numéro un dans les charts RnB avec le single Bewildered / Nobility Boogie du Red Miller Trio, le single étant arrivé à la 23e place des Race-Records dans le classement annuel du magazine Billboard C'est justement dans le domaine du rhythm and blues que l'entreprise basée à Nashville et orientée vers la country fait preuve de peu de savoir-faire, ce qui pourrait être une des raisons pour lesquelles l'entreprise n'a pu obtenir que peu de succès de vente dans le domaine du rhythm & blues - malgré des interprètes importants.
En 1953, Bullet Records dépose le bilan. La tentative d'établir à long terme un « label indé polyvalent » sur le marché échoua, tout comme National Records, contrairement au troisième « label indé  polyvalent », Dot Records, qui parvient même à rejoindre le groupe des majors en 1957.

## Artistes
Les principaux artistes de blues et de rhythm and blues du label sont B. B. King, Cecil Gant, Smokey Hogg et Rudy Greene.